# Albignasego
Albignasego je italské město v provincii Padova v oblasti Benátsko.
V roce 2013 zde žilo 24 806 obyvatel.

## Sousední obce
Abano Terme, Casalserugo, Maserà di Padova, Padova, Ponte San Nicolò

## Vývoj počtu obyvatel
Zdroj: 